# NGC 6897
NGC 6897 (другие обозначения — PGC 64513, MCG -2-52-1, IRAS20182-1224) — галактика в созвездии Козерог.
Этот объект входит в число перечисленных в оригинальной редакции «Нового общего каталога».